# Рорбах (Аустрија)
Рорбах град је у Аустрији, смештен у северозападном делу државе. Значајан је град у покрајини Горња Аустрија, где је седиште истоименог округа Рорбах.

## Природне одлике
Рорбах се налази у северозападном делу Аустрије, 250 км западно од Беча. Град се налази близу државне тромеђе са Чешком и Немачком, па је немачка граница од града удаљена 12 km, а чешка 6 km. Главни град покрајине Горње Аустрије, Линц, налази се 45 km југоисточно од града.
Град Рорбах се сместио у вишем делу области Мул четврти. Северно од града се издиже горје Бохемска височина. Надморска висина града је око 600 m.

## Становништво
| 1971. | 1981. | 1991. | 2001. | 2011. |
| ----- | ----- | ----- | ----- | ----- |
| 1.755 | 1.874 | 2.132 | 2.353 | 2.483 |

Данас је Рорбах град са око 2.500 становника. Последњих деценија број градског становништва се повећава.

## Галерија
- Трг у Рорбаху
- Градска управа
- Градска кућа Рорбаха
- Градска римокатоличка црква